# Wayne Frye
Pour les articles homonymes, voir Frye.
Wayne Frye, né le 30 novembre 1930 et mort le 26 février 2014, est un rameur américain. Il participe aux Jeux olympiques d'été de 1952 dans l'épreuve du huit en aviron et remporte la médaille d'or. Par la suite, il s'engage dans l'US Air Force et part combattre au Viêt-Nam. Il meurt le 26 février 2014 à l'âge de 83 ans.

## Palmarès

### Jeux olympiques
- Jeux olympiques de 1952 à Helsinki,  Finlande
  -  Médaille d'or.